# Una favola fantastica
Una favola fantastica (A Christmas Carol) è un film per la televisione del 1984, diretto da Clive Donner e tratto dalla novella Canto di Natale di Charles Dickens del 1843.

## Trama
Ebenezer Scrooge è un vecchio avaro che non festeggia il Natale e disprezza i poveri. La notte della Vigilia di Natale, Scrooge riceve la visita dello spirito del suo defunto socio Marley, che vuole indicargli una possibile strada di salvezza. Gli annuncia perciò la visita di tre spiriti, che gli mostreranno i suoi Natali passati, presente e futuri facendolo alla fine redimere e iniziare una nuova vita all'insegna della gentilezza e dell'onestà.

## Altre versioni
Il film è stato prodotto dalla CBS e trasmesso in televisione il 17 Dicembre 1984. L'opera riprende molti aspetti ed elementi già utilizzati nel precedente film televisivo di produzione britannica ad opera della BBC, trasmesso nel 1977 e con interprete Sir Michael Hordern nei panni di Scrooge, diretto da Moira Armstrong.